# 샤이엔어 위키백과

샤이엔어 위키백과는 샤이엔어로 운영되는 위키백과 언어판이다. 2004년 9월 22일에 시작되었다. 기호는 chy이다.